# Большой (Серафимовичский район)
Большой — хутор в Серафимовичском районе Волгоградской области. Административный центр Большовского сельского поселения.

## История
В Области Войска Донского хутор Большой входил в Усть-Хоперский юрт станицы Усть-Хоперской. На хуторе имелась Троицкая церковь.
24 декабря 2004 года в соответствии с Законом Волгоградской области № 979-ОД хутор возглавил Большовское сельское поселение.

## География
Хутор расположен на западе региона и находится на р. Цуцкан.

### Улицы
| - ул. Алексея Семенова - ул. Больничная - ул. Воскресенская - ул. Гвардейская - ул. Дружбы - ул. Жукова - ул. Заречная - ул. Зелёная - ул. Казачья | - ул. Комсомольская - ул. Ливадная - ул. Мира - ул. Молодёжная - ул. Октябрьская - ул. Первомайская - ул. Подтелкова - ул. Рокоссовского - ул. Серафимовича | - ул. Солнечная - ул. Сталинградская - ул. Степная - ул. Сутулова - ул. Фрунзе - ул. Центральная - ул. Школьная - ул. Шолохова - ул. Юрия Гагарина | - пер. Короткий - пер. Лесной - пер. Садовый |

## Население
| 2010 |
| ---- |
| 1322 |

## Инфраструктура
Администрация сельского поселения.
Развитое сельское хозяйство. Личное подсобное хозяйство.

## Транспорт
Проходит автодорога регионального значения «Михайловка (км 15) — Серафимович — Суровикино (км 77+300) — Большой — Пронин — до границы Ростовской области» (идентификационный номер 18 ОП РЗ 18К-18).